# Mutua Madrid Open 2012
Madrid Masters 2012 (також відомий під назвою Mutua Madrid Open за назвою спонсора) чоловічий і жіночий тенісний турнір, що проходив на відкритих кортах з ґрунтовим покриттям Park Manzanares у Мадриді (Іспанія). Це був 11-й за ліком турнір серед чоловіків і 4-й - серед жінок. Належав до категорії Мастерс у рамках Туру ATP 2012 і серії Premier Mandatory в рамках Туру WTA 2012.  Тривав з 7 до 13 травня. Ґрунтові корти було пофарбовано в блакитний колір задля більшого контрасту з кольором м'яча. Це викликало невдоволення деяких гравців, які вважали, що фарбування зробило корти слизькими, а це пішло не на користь гравцям, що мають захисний стиль гри. Йон Ціріак, колишній румунський тенісист, а тепер мільярдер, вирішив застосувати фарбування.

## Очки і призові

### Нарахування очок
| Стадія                 | Чоловіки, одиночний розряд | Чоловіки, парний розряд | Жінки, одиночний розряд | Жінки, парний розряд |
| ---------------------- | -------------------------- | ----------------------- | ----------------------- | -------------------- |
| Чемпіон                | 1000                       | 1000                    | 1000                    | 1000                 |
| Фіналіст               | 600                        | 600                     | 700                     | 700                  |
| півфінал               | 360                        | 360                     | 450                     | 450                  |
| чвертьфінал            | 180                        | 180                     | 250                     | 250                  |
| 1/8 фіналу             | 90                         | 90                      | 140                     | 140                  |
| 1/16 фіналу            | 45                         | 10                      | 80                      | 5                    |
| 1/32 фіналу            | 10                         | –                       | 5                       | –                    |
| кваліфаєр              | 25                         | –                       | 30                      | –                    |
| фіналіст кваліфікації  | 16                         | –                       | 20                      | –                    |
| 1-й раунд кваліфікації |                            | –                       | 1                       | –                    |

### Призові гроші
| Стадія              | Чоловіки, одиночний розряд | Чоловіки, парний розряд | Жінки, одиночний розряд | Жінки, парний розряд |
| ------------------- | -------------------------- | ----------------------- | ----------------------- | -------------------- |
| Чемпіон             | €585,800                   | €181,400                | €631,000                | €199,000             |
| Фіналіст            | €287,225                   | €88,800                 | €313,000                | €100,000             |
| півфінал            | €144,560                   | €44,550                 | €149,500                | €45,000              |
| чвертьфінал         | €73,510                    | €22,860                 | €70,000                 | €18,975              |
| 1/8 фіналу          | €38,170                    | €11,820                 | €33,000                 | €9,500               |
| 1/16 фіналу         | €20,125                    | €6,240                  | €17,500                 | €5,000               |
| 1/32 фіналу         | €10,865                    | –                       | €8,750                  | –                    |
| Фінал кваліфікації  | €2,505                     | –                       | €2,375                  | –                    |
| 1 коло кваліфікації | €1,275                     | –                       | €1,140                  | –                    |

## Учасники основної сітки в рамках чоловічого турніру

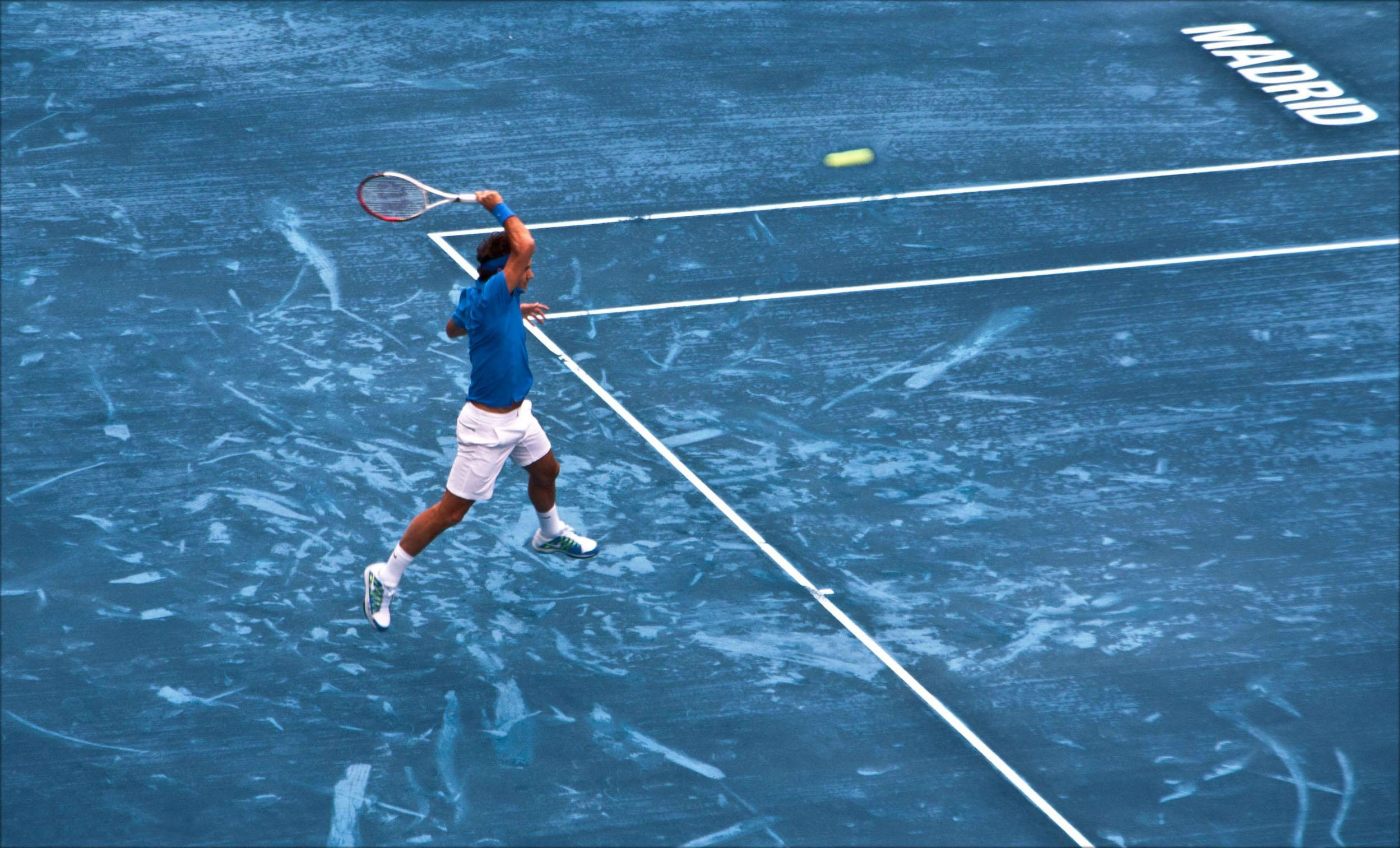
Роджер Федерер став першим тенісистом, який виграв турнір на блакитному ґрунті.

### Сіяні пари
| Країна    | Гравець                | Рейтинг1 | Сіяний |
| --------- | ---------------------- | -------- | ------ |
| Сербія    | Новак Джокович         | 1        | 1      |
| Іспанія   | Рафаель Надаль         | 2        | 2      |
| Швейцарія | Роджер Федерер         | 3        | 3      |
| Франція   | Жо-Вілфрід Тсонга      | 5        | 4      |
| Іспанія   | Давид Феррер           | 6        | 5      |
| Чехія     | Томаш Бердих           | 7        | 6      |
| Сербія    | Янко Типсаревич        | 8        | 7      |
| США       | Джон Ізнер             | 10       | 8      |
| Франція   | Жиль Сімон             | 11       | 9      |
| Аргентина | Хуан Мартін дель Потро | 12       | 10     |
| Іспанія   | Ніколас Альмагро       | 13       | 11     |
| Франція   | Гаель Монфіс           | 14       | 12     |
| Іспанія   | Фелісіано Лопес        | 16       | 13     |
| Франція   | Рішар Гаске            | 18       | 14     |
| Іспанія   | Фернандо Вердаско      | 19       | 15     |
| Україна   | Олександр Долгополов   | 20       | 16     |

- Рейтинг подано станом на 30 квітня 2012

### Інші учасники
Нижче наведено учасників, які отримали вайлд-кард на участь в основній сітці:
- Гільєрмо Гарсія-Лопес[5]
- Раян Гаррісон
- Хав'єр Марті
- Альберт Монтаньєс[6]

Нижче наведено гравців, які пробились в основну сітку через стадію кваліфікації:
- Ігор Андрєєв
- Федеріко Дельбоніс
- Алехандро Фалья
- Даніель Хімено-Травер
- Сантьяго Хіральдо
- Віктор Генеску
- Сергій Стаховський

### Відмовились від участі
- Марді Фіш[7]
- Хуан Монако (травма гомілковостопного суглобу)[5]
- Енді Маррей (травма спини)[8]
- Кей Нісікорі (травма шлунка)[9]
- Енді Роддік (травма підколінного сухожилля)[7]
- Робін Содерлінг (мононуклеоз)
- Жульєн Беннето (травми ліктя, щиколотки і зап'ястка)
- Лукаш Кубот

## Учасники основної сітки в парному розряді

### Сіяні пари
| Країна   | Гравець            | Країна    | Гравець            | Рейтинг1 | Сіяний |
| -------- | ------------------ | --------- | ------------------ | -------- | ------ |
| США      | Боб Браян          | США       | Майк Браян         | 2        | 1      |
| Білорусь | Макс Мирний        | Канада    | Деніел Нестор      | 6        | 2      |
| Франція  | Міхаель Ллодра     | Сербія    | Ненад Зімоньїч     | 11       | 3      |
| Польща   | Маріуш Фирстенберг | Польща    | Марцін Матковський | 16       | 4      |
| Індія    | Леандер Паес       | Чехія     | Радек Штепанек     | 20       | 5      |
| Швеція   | Роберт Ліндстедт   | Румунія   | Горія Текеу        | 21       | 6      |
| Індія    | Магеш Бгупаті      | Індія     | Роган Бопанна      | 27       | 7      |
| Австрія  | Юрген Мельцер      | Німеччина | Філіпп Пецшнер     | 33       | 8      |

- Рейтинг подано станом на 30 квітня 2012

### Інші учасники
Нижче наведено пари, які отримали вайлдкард на участь в основній сітці:
- Сергій Бубка /  Хав'єр Марті
- Даніель Хімено-Травер /  Iván Navarro

Наведені нижче пари отримали місце як заміна:
- Алекс Богомолов мл. /  Фабіо Фоніні

### Відмовились від участі
- Філіпп Кольшрайбер (травма аддуктора)

## Учасниці основної сітки в рамках жіночого турніру

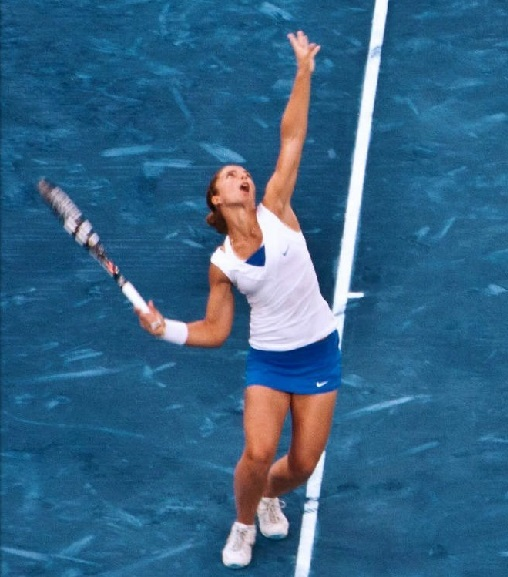
Сара Еррані подає.

### Сіяні учасниці
| Країна     | Гравчиня           | Рейтинг1 | Сіяна |
| ---------- | ------------------ | -------- | ----- |
| Білорусь   | Вікторія Азаренко  | 1        | 1     |
| Росія      | Марія Шарапова     | 2        | 2     |
| Чехія      | Петра Квітова      | 3        | 3     |
| Польща     | Агнешка Радванська | 4        | 4     |
| Австралія  | Саманта Стосур     | 5        | 5     |
| Данія      | Каролін Возняцкі   | 6        | 6     |
| Франція    | Маріон Бартолі     | 7        | 7     |
| КНР        | Лі На              | 8        | 8     |
| США        | Серена Вільямс     | 9        | 9     |
| Росія      | Віра Звонарьова    | 10       | 10    |
| Італія     | Франческа Ск'явоне | 11       | 11    |
| Німеччина  | Анджелік Кербер    | 14       | 12    |
| Сербія     | Ана Іванович       | 15       | 13    |
| Словаччина | Домініка Цібулкова | 16       | 14    |
| Сербія     | Єлена Янкович      | 17       | 15    |
| Росія      | Марія Кириленко    | 19       | 16    |

- Рейтинг подано станом на 30 квітня 2012

### Інші учасниці
Нижче наведено учасниць, які отримали вайлд-кард на участь в основній сітці:
- Лара Арруабаррена Вечіно[10]
- Гарбінє Мугуруса Бланко[10]
- Сільвія Солер-Еспіноса[10]
- Карла Суарес Наварро[10]
- Вінус Вільямс[10]

Нижче наведено гравчинь, які пробились в основну сітку через стадію кваліфікації:
- Джилл Крейбас
- Лурдес Домінгес Ліно
- Андреа Главачкова
- Луціє Градецька
- Матільд Жоанссон
- Юганна Ларссон
- Варвара Лепченко
- Анастасія Родіонова

### Відмовились від участі
- Даніела Гантухова
- Сабіне Лісіцкі (травма гомілковостопного суглобу)
- Флавія Пеннетта (травма зап'ястка)
- Андреа Петкович (травма гомілковостопного суглобу)[11]

## Учасниці основної сітки в парному розряді

### Сіяні пари
| Країна    | Гравчиня          | Країна    | Гравчиня            | Рейтинг1 | Сіяна |
| --------- | ----------------- | --------- | ------------------- | -------- | ----- |
| США       | Лізель Губер      | США       | Ліза Реймонд        | 2        | 1     |
| Чехія     | Квета Пешке       | Словенія  | Катарина Среботнік  | 7        | 2     |
| Чехія     | Андреа Главачкова | Чехія     | Луціє Градецька     | 19       | 3     |
| Росія     | Марія Кириленко   | Росія     | Надія Петрова       | 23       | 4     |
| Італія    | Сара Еррані       | Італія    | Роберта Вінчі       | 25       | 5     |
| Індія     | Саня Мірза        | Австралія | Анастасія Родіонова | 28       | 6     |
| Казахстан | Ярослава Шведова  | Казахстан | Галина Воскобоєва   | 38       | 7     |
| Чехія     | Івета Бенешова    | Чехія     | Барбора Стрицова    | 40       | 8     |

- Рейтинг подано станом на 30 квітня 2012

#### Інші учасниці
Нижче наведено пари, які отримали вайлдкард на участь в основній сітці:
- Домініка Цібулкова /  Жанетта Гусарова
- Лурдес Домінгес Ліно /  Лаура Поус-Тіо
- Анастасія Павлюченкова /  Луціє Шафарова
- Сільвія Солер-Еспіноса /  Карла Суарес Наварро

## Переможниці та фіналістки

### Чоловіки. Одиночний розряд
Роджер Федерер —  Томаш Бердих, 3–6, 7–5, 7–5
- Для Федерера це був 4-й титул в одиночному розряді за сезон (з 4-х фіналів), і 74-й - за кар'єру.

### Одиночний розряд. Жінки
Серена Вільямс —  Вікторія Азаренко, 6–1, 6–3
- Для Вільямс це був другий титул за сезон, і 41-й — за кар'єру.

### Парний розряд. Чоловіки
Маріуш Фирстенберг /  Марцін Матковський —  Роберт Ліндстедт /  Горія Текеу, 6–3, 6–4

### Парний розряд. Жінки
Сара Еррані /  Роберта Вінчі —  Катерина Макарова /  Олена Весніна, 6–1, 3–6, [10–4]